# Heterocyclopina feiticeira
Heterocyclopina feiticeira is een eenoogkreeftjessoort uit de familie van de Cyclopinidae. De wetenschappelijke naam van de soort is voor het eerst geldig gepubliceerd in 1995 door Lotufo.